# 14-та лінія (Київ)
14-та лі́нія — вулиця в Оболонському районі міста Києва, селище Пуща-Водиця. Пролягає від вулиці Федора Максименка до тупика.
Прилучається вулиця Миколи Юнкерова.

## Історія
Вулиця виникла наприкінці XIX — на початку XX століття під сучасною назвою.

## Пам'ятки
Пам'яткою архітектури є будівля санаторію «30 років Радянської України», споруджена у 1948–1964 роках, архітектор Євгенія Маринченко. Лікувально-приймальний комплекс санаторію побудований у 1948–1949 роках у стилізованих формах українського бароко.